# Irene Goergens
Irene Goergens (n. 29 aprilie 1951) este o fostă teroristă vest-germană, membră a organizației teroriste de stânga Rote Armee Fraktion.
A participat la eliberarea lui Andreas Baader în 1970. Pentru acest act, și pentru alte acte criminale, printre altele jaf de bancă, a fost închisă din 1971 până în 1977. După eliberarea din închisoare nu a mai fost activă.